# Videojuego activo
Un videojuego activo es aquel videojuego en el que las acciones del avatar están sincronizados con los movimientos y gestos del jugador a través de sensores que captan el movimiento y permiten su interpretación por parte de la plataforma (videoconsola, ordenador, arcade,...), ganando experiencia motriz. Estos sensores son muy diversos, dependiendo de la plataforma, pero todos tienen la misma finalidad, permitir que la experiencia del jugador sea más intuitiva.

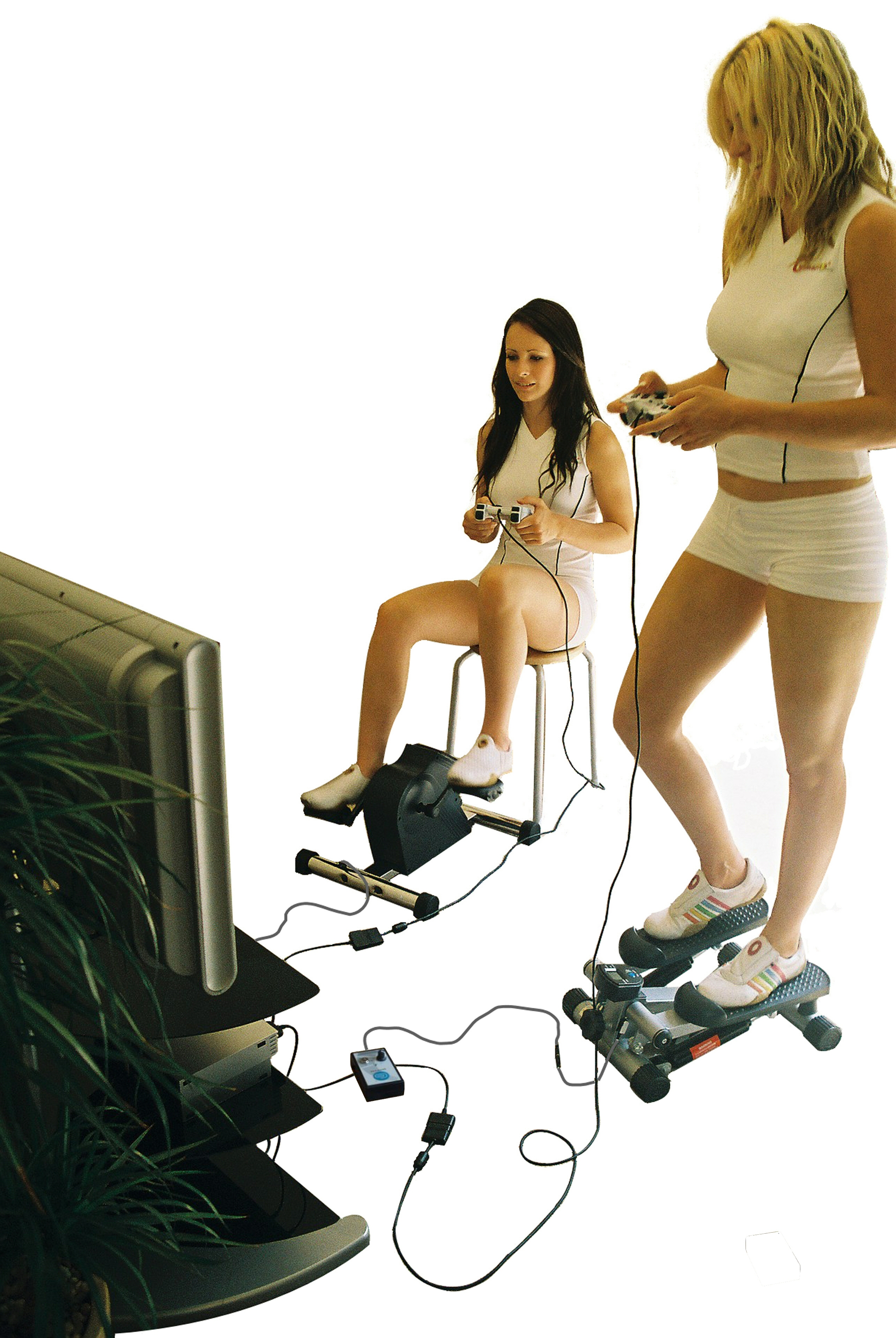
Ejemplo de exergame: "Gamercize" (PlayStation 2).

## Historia
En la década de los 80 se lanzó el Craz Foot (1987) para la videoconsola Atari 2600. Este videojuego se vendía con un periférico, el Video  Jogger, que consistía en una plataforma, con sensores de presión, sobre la que pisar, trotando en el sitio y alternado entre colores, para simular adelantar a contrincantes en un circuito cerrado. El mismo año, Nintendo, lanzó para su NES el Power Pad  (Bandai, 1987), que consistía en lo mismo.
En la década de los 90, uno de los mayores éxitos de los primeros videojuegos activos se llevó a cabo inicialmente en la plataforma arcade y en la videoconsola PlayStation 2 con el videojuego de Konami Dance Dance Revolution , en 1999. Contaba con una plataforma o alfombra, con sensores de presión sobre los que los jugadores tenían que pisar al ritmo de la música y siguiendo las indicaciones del juego. De esta manera se encadenaban pasos, se bailaba.
En la primera década del siglo XX, los videojuegos activos tuvieron una relevancia secundaria, como hasta ahora, aunque continuaron su camino sobre todo para la videoconsola PlayStation 2, de Sony con el periférico Eye Toy. Junto con este accesorio se lanzaron una serie de videojuegos con los que los jugadores podían bailar, Eye Toy: Ritmo loco (Sony, 2003); podían hacer ejercicios de Fitnes, Eye Toy: Kinect Total Fitness (Sony, 2008)… cazar fantasmas, girar platos…
La segunda mitad de la primera década del siglo XXI y la “penúltima” generación de videoconsolas de consumo  trajo consigo una nueva forma de jugar.	Todas presentan dispositivos que permiten tomar el control, tanto de la videoconsola, como de los videojuegos, sin el uso del controlador, solo con el movimiento corporal o la voz.

## Nintendo: Wii, Wii Mote y Wii Balance Board
Wii se lanzó al mercado en 2006. Perteneciente a la séptima generación  de videoconsolas. No contaba con una tecnología tan avanzada como sus competidoras, pero contaba con el Wiimote , o Wii Remote, de serie, siendo la primera en contar con este periférico y de la necesidad de realizar movimientos para poder ejecutar comandos. Podían conectarse hasta 4 Wiimote a una misma consola y participar de la misma partida.
Wii disponía de un sistema de conexión a internet para disfrutar de los videojuegos en línea y multijugador que dejó de prestar este servicio desde el 20/05/2014 .
La videoconsola se suministraba con un videojuego que expandió hasta todos los hogares  los videojuegos activos, el Wii Sports (Nintendo, 2006) con el que se simulaban 5 deportes o juegos: tenis, béisbol, bolo, golf y boxeo. Con Wii, en realidad, los movimientos se resumían al de los brazos, aunque una correcta ejecución exigía la realización de movimientos corporales, la consecución de los objetivos podría llevarse a cabo, sentados. Para mejorar la experiencia activa y llegar a un sector de la población que reusaba los videojuegos inactivos, Nintendo lanzó el Wii Balance Board  en 2008. Esta se lanzó con el videojuego Wi Fit, 	que asocia una web , que completa la experiencia del jugador.
WiiU es la sucesora de la Wii, de Nintendo, lanzada a finales de 2012. Respecto a la capacidad de videojuegos activos no ha supuesto ningún adelanto. Usa el mismo control, Wiimote, Wii Plus y la Wii Balance Board. Forma la primera videoconsola de octava generación y la primera en representar las imágenes en alta definición . Su servicio en línea está activo y permite los juegos en línea.

## Sony: PlayStation y PlayStation Move
PlayStation 3, es la tercera videoconsola de Sony Computer Entertainment. Perteneciente a la séptima generación de videoconsolas. Fue lanzada al mercado en el 2006. Dispone de conexión a internet y el Sony PlayStore, plataforma para el juego en línea y la descarga de diverso contenido multimedia.
Sony presentó, como accesorio el PlayStation Move, a finales de 2011. Este periférico constaba, a su vez, de tres componentes. Por un lado la cámara PlayStation Eye que detecta la posición del Motion Controller, un mando con sensores de movimiento conectado a la videoconsola por Bluetooth, y por el otro el Navigation Controller, que se conectaba al Motion Controller y complementaba a este, con características similares, respectivamente a la barra de sensores, Wiimote y Nunchuk de Nintendo. Y al igual que esta, se podían conectar hasta 4 Motion Controler a la consola y disfrutar de los videojuegos de forma simultánea.
A finales de 2013, Sony lanzó al mercado la PlayStation 4. Con accesorios parecidos a los que permite el desarrollo de videojuegos activos, la PlayStation Camera, que interactúa con el pad o controlador, pero que, por ahora no presenta un reconocimiento directo del cuerpo del jugador. Solo supone un salto de calidad técnica y continúa con el servicio en línea.

## Microsoft: Xbox y Kinect
La Xbox 360  de Microsoft, fue la segunda videoconsola de esta compañía sucediendo a la Xbox. Pertenece a la séptima generación de videoconsolas. Comercializada a partir del 2005, dispone de conexión a internet y del servicio Xbox Live  que permite, además de la descarga de contenido multimedia, el desarrollo de videojuegos en línea.
De todos los mandos de control de Microsoft, destaca Kinect, tanto para Xbox 360, como para la Xbox One y como para su uso en Windows, sistema operativo de la misma compañía.
El sistema Kinect, “la suma de las palabras inglesas de movimiento y conexión”  fue desarrollado por Alex Kipman  para la videoconsola de Microsoft, Xbox 360. Lanzada al mercado en noviembre de 2010. Es un sensor de movimientos y posicionamiento que posee dos cámaras, una de ellas de infrarrojos. Esto permite obtener dos imágenes, una en color y otra de profundidad de lo capturado por la cámara. Además cuenta con una serie de micrófonos que pueden detectar la posición desde la que se genera el sonido recibido. El dispositivo usa diversas tecnologías para detectar a las personas y su movimiento, aunando los anteriores dispositivos, para reconocer hasta seis jugadores diferentes que se sitúen delante del Kinect .
A principios del 2011 Microsoft abrió el uso para Kinect en ordenadores , con el SDK o Kit de Desarrollo de Software, y bajo el sistema operativo Windows. Desde entonces, y asociado a diversos softwares como por ejemplo el software de código abierto OpenNI, desarrollado por PrimeSense  (empresa israelí que desarrolló el proyecto en el que se basa el Kinect de Microsoft) que se encarga de reconocer el cuerpo y sus movimientos y asociar comandos a estos. A esta tecnología se le denomina “Body Motión Tracking”. De esta manera se pueden desarrollar aplicaciones (entre ellas videojuegos) de forma abierta, para que se usen con este sistema en ordenadores, además de en la videoconsola de Microsoft, con el consentimiento de la empresa. Esto ha dado alas para su uso aplicado a un sinfín de acciones.
La Xbox One es actualmente la última videoconsola producida por Microsoft y sucesora de la Xbox 360 en la que, por ahora solo mejora en tecnología y por tanto, en la reproducción final de contenidos. Perteneciente a la llamada octava generación de videoconsolas. Lanzada el 22 de noviembre de 2013 continúa con la plataforma en línea Xbox Live y con un renovado sistema de Kinect 2.0. pero que sigue basándose en el mismo sistema.